# Assedio di Mitsuji
L’assedio di Mitsuji del 1576 faceva parte della campagna, durata undici anni, di Oda Nobunaga contro gli Ikkō-ikki del Ishiyama Hongan-ji.
Nel maggio 1576 Nobunaga stesso prese parte all'attacco della fortezza. Guidò numerosi ashigaru (soldati appiedati) per spingere i monaci guerrieri dentro le loro porte interne del castello. Nobunaga venne ferito a una gamba e l'assedio fallì.
Nobunaga perse anche un suo importante generale, Harada Naomasa.